# La Dernière Piste
Pour plus de détails, voir Fiche technique et Distribution.
La Dernière Piste (Meek’s Cutoff) est un film américain, réalisé par Kelly Reichardt, sorti en 2010.
Le film a été sélectionné à la Mostra de Venise 2010.

## Synopsis
En 1845, trois familles chrétiennes, imprégnées de culture biblique, se laissent guider à travers les plaines de l’Oregon vers un Ouest idyllique par Stephen Meek, un trappeur terriblement vantard et agressif. Il prétend les y conduire en empruntant le raccourci idéal, mais en réalité le convoi tourne en rond dans une zone désertique. Assoiffées et harassées, les familles ont dès lors une défiance croissante à l'égard de Meek. La rencontre avec un indien Païute devient en fait le seul espoir tangible de trouver un point d'eau…

## Fiche technique
Sauf indication contraire, les informations mentionnées dans cette section peuvent être confirmées par la base de données cinématographiques IMDb,  présente dans la section « Liens externes ».
- Titre du film : La Dernière Piste
- Titre original : Meek’s Cutoff
- Réalisation : Kelly Reichardt
- Scénario : Jonathan Raymond
- Photographie : Chris Blauvelt, couleurs
- Musique : Jeff Grace
- Montage : Kelly Reichardt
- Production : Neil Kopp, Anish Savjani, Elizabeth Cuthrell, David Urrutia, Todd Haynes
- Sociétés de production : Evenstar Films • Film Science • Harmony Productions • Primitive Nerd
- Pays de production :  États-Unis
- Langue de tournage : anglais
- Format : couleur — 35 mm — 1,33:1 — son Dolby Digital
- Genre : western
- Durée : 104 minutes
- Dates de sortie :
  - Italie : 4 septembre 2010 (Mostra de Venise)
  - États-Unis : 8 avril 2011
  - France : 22 juin 2011

## Distribution

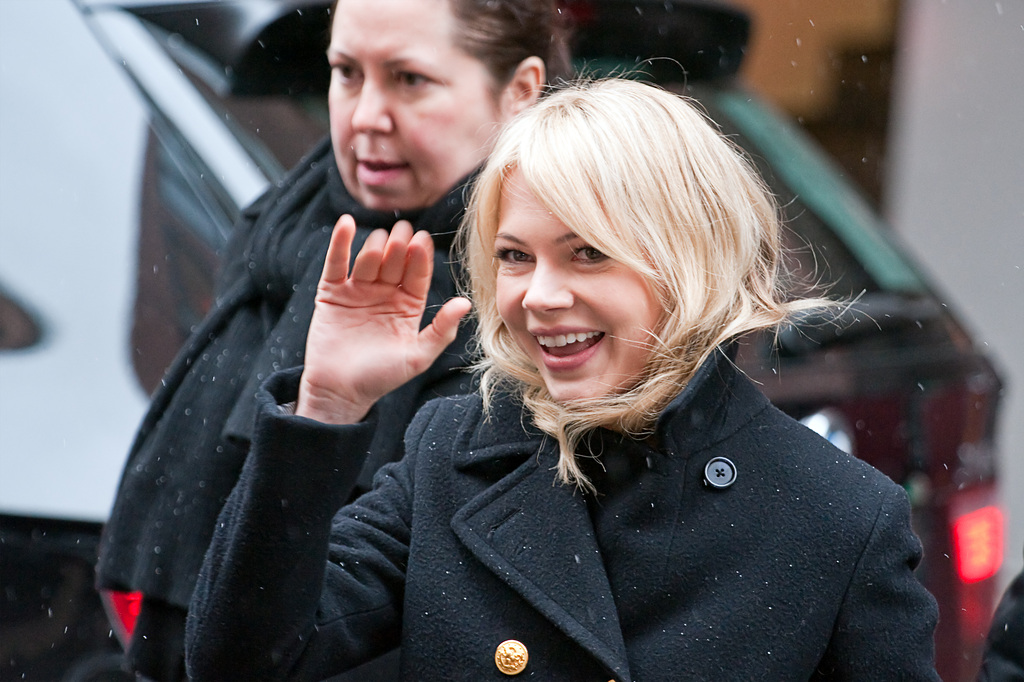
L'actrice Michelle Williams, l'année de sortie du film.

- Michelle Williams : Emily Tetherow
- Bruce Greenwood : Stephen Meek
- Will Patton : Salomon Tetherow
- Zoe Kazan : Millie Gately
- Paul Dano : Thomas Gately
- Shirley Henderson (VF : Ethel Houbiers) : Glory White
- Neal Huff : William White
- Tommy Nelson : Jimmy White
- Rod Rondeaux : l'Indien

## Autour du film
En 1950 est sorti un western sur un sujet similaire, Le Convoi des braves de John Ford. Deux vendeurs de chevaux y guidaient une caravane de mormons à travers l’Utah.
Il existe réellement dans l’Oregon une route appelée Meek Cutoff (en), qu’empruntaient les chariots bâchés au XIXe siècle. Elle partait de la piste de l'Oregon et doit son nom à Stephen Meek, un trappeur engagé pour accompagner le premier convoi de pionniers à travers le désert.

## Les commentaires de la critique française
Sous le titre Il était une foi dans l'Ouest commentant le film de Kelly Reichardt, Jacques Mandelbaum (Le Monde, 22/06/2011) formule au préalable cette réflexion : « Certains événements sont tellement imprégnés de légende qu'il devient à peu près impossible de les en détacher. La conquête de l'Ouest, berceau de l'imaginaire américain, en est un exemple. (...) Un genre florissant, digne de l'épopée grecque, lui a donné forme, figure et contenu : le western. »
« Mais, aujourd'hui », déplore-t-il, « le western est un filon quasiment tari, une momie sexy qu'on exhume avec plus ou moins de nostalgie (...) ». Il poursuit, cependant, sur une note plus optimiste : « Rien de comparable, pourtant, avec La Dernière Piste de Kelly Reichardt. (...) Ce film digne, à certains égards, des westerns beckettiens de Monte Hellman est un des chapitres les plus originaux et les plus saisissants de cet interminable épilogue. La Dernière Piste est une œuvre qui ressuscite le sentiment perdu des origines, en même temps qu'elle renouvelle la lecture de l'Histoire. » (J. Mandelbaum, Le Monde, 22/06/2011)
Jacques Morice (Télérama, 25/06/2011) juge, pour sa part, que ce « retour aux sources » ne s'accompagne pas, pour autant, d'une absolue démythification du genre. « Le mythe persiste sous une forme minimaliste, à travers les gestes quotidiens, rigoureux, minutieux des pionniers : les femmes, bonnets serrés, moulant le café, cousent, pétrissent la pâte à pain, tandis que les hommes accomplissent les tâches plus physiques, réparent un essieu de wagon, nouent fermement des cordes, partent en chasseurs ou en éclaireurs. »
J. Mandelbaum (Le Monde, 22/06/2011) considère, d'ailleurs, que ce « minimalisme qui va à l'os, l'âpreté de sa beauté, sa manière d'humaniser plutôt que d'héroïser la réalité » constitue le prix du film au même titre « que cette façon de prendre à contre-pied les canons du genre : resserrement de l'écran carré contre exaltation scopique de l'espace. »
La réalisatrice, Kelly Reichardt, explique ce choix à Elisabeth Lequeret (entretien à New York pour les Cahiers du cinéma, 27/09/2010) : « (...) J'ai tourné en 1:33, un format carré, au lieu du format large du western classique. Avec un horizon aussi plat, un cadre large fait forcément anticiper, prévoir ce qui va arriver le lendemain. En limitant la vue, le 1:33 permet d'échapper à ce romantisme, de rester dans l'instant. »
De fait, Vincent Malausa (Cahiers du cinéma, juin 2011) peut affirmer : « La question de la lutte et de la survie dans La Dernière Piste prend le pas sur toute visée cosmogonique. »

## Récompenses
- Meilleurs costumes pour Vicki Farrell au Festival international Cinéma et Costumes de Moulins en 2011.